# Tàngara maragda lluent
La tàngara maragda lluent (Chlorochrysa phoenicotis) és un ocell de la família dels tràupids (Thraupidae).

## Hàbitat i distribució
Habita la selva pluvial, clars i vegetació secundària dels Andes a l'oest i nord de Colòmbia i oest de l'Equador.